# تیم ملی بسکتبال سوئد
تیم ملی بسکتبال سوئد،نماینده سوئد در مسابقات بین‌المللی بسکتبال است. تیم سوئد توسط فدراسیون بسکتبال این کشور اداره می‌شود.

## تاریخچه

### قهرمانی اروپا ۱۹۵۳
اولین قهرمانی بسکتبال اروپا در مسکو برگزار شد. هرچند سوئدی‌ها در اولین حضور خود در مسابقات از بازی خداحافظی نکردند. آنها در حالی که همه ۷ مسابقه خود را باخته بودند تا در مسابقات ۱۷تیمی در رده آخر جدول قرار بگیرند.